# Mallomys aroaensis
Mallomys aroaensis  (De Vis, 1907) è un Roditore della famiglia dei Muridae endemica della Nuova Guinea.

## Descrizione

### Dimensioni
Roditore di grandi dimensioni, con lunghezza della testa e del corpo tra 292 e 410 mm, la lunghezza della coda tra 295 e 420 mm, la lunghezza del piede tra 64,4 e 76 mm, la lunghezza delle orecchie tra 25 e 33 mm e un peso fino a 1,71 kg.

### Aspetto
La pelliccia è densa. Le parti dorsali sono grigie con dei riflessi bruno-nerastri, cosparse di lunghi peli bianchi, talvolta con soltanto la punta più chiara, mentre le parti ventrali sono bianche. In alcuni individui è presente una banda trasversale bianca lungo la metà del corpo. Le orecchie e la testa sono nerastre.  La coda è lunga quanto la testa e il corpo, è nerastra alla base, bianca all'estremità e rivestita da 7 anelli di scaglie per centimetro, ognuna corredata di 3 peli. Le femmine hanno un paio di mammelle pettorali e 2 paia inguinali. 

## Biologia

### Comportamento
Si rifugia in cunicoli costruiti al suolo, particolarmente vicino ad affioramenti rocciosi. Si arrampica sugli alberi solo per nutrirsi.

### Alimentazione
La dentatura suggerisce un'alimentazione a base di foglie e germogli.

### Riproduzione
Le femmine danno alla luce un solo piccolo alla volta, il quale rimane con il genitore per molto tempo. Sono state osservate femmine con embrioni durante il mese di gennaio.

## Distribuzione e habitat
Questa specie è diffusa nella cordigliera centrale della Nuova Guinea e nella Penisola di Huon.
Vive in foreste umide tropicali, foreste degradate e di ricrescita, e in campi coltivati abbandonati tra 1.100 e 2.700 metri di altitudine.

## Tassonomia
Sono state riconosciute 2 sottospecie:
- M.a.aroaensis: Cordigliera centrale della Nuova Guinea;
- M.a.hercules (Thomas, 1912): Penisola di Huon, Nuova Guinea orientale.

## Conservazione
La IUCN Red List, considerato il vasto areale e la popolazione numerosa, classifica M.aroaensis come specie a rischio minimo (Least Concern).